# Élections sénatoriales de 2020 au Missouri
Les élections sénatoriales de 2020 au Missouri ont lieu le 3 novembre 2020 afin d'élire 17 des 34 membres du Sénat de l'État américain du Missouri.

## Système électoral
Le Sénat du Missouri est la chambre haute de son parlement bicaméral. Il est composé de 34 sièges pourvus pour quatre ans mais renouvelé par moitié tous les deux ans au scrutin uninominal majoritaire à un tour dans autant de circonscriptions que de sièges à pourvoir.

## Résultats
|       | Parti républicain | 24 | 10 |    |    |               |  |  |  |
|       | Parti démocrate   | 10 | 7  |    |    |               |  |  |  |
|       |                   |    |    |    |    |               |  |  |  |
| Total | Total             | 34 | 17 | 17 | 34 | en stagnation |  |  |  |